# AG-59 (Spanje)

De AG-59

De AG-59 of Autovía Santiago de Compostela-La Estrada (Galicisch: Autovía Santiago de Compostela-A Estrada) is een autosnelweg in Galicië en verbindt Barcia met A Estrada over een afstand van 20 kilometer. Het eerste deel van de snelweg werd aangelegd in 2008.